# Red Dead Redemption
Ред Дед Редемпшн (енгл. Red Dead Redemption) је вестерн акционо-авантуристичка игра развијена од стране Рокстар Сан Дијега и објављена од стране издавача Рокстар Гејмс. Ова игрица је наставак Ред Дед Револвера из 2004. године, и друга у Ред Дед серијалу, дистрибуирана је у мају 2010. године за Xbox 360 и PlayStation 3 платформе. Време и место радње у игрици је амерички дивљи запад у 1911. години, у игри управљамо главног лика Џона Марстона, бивши одметник чија је породица приведена од стране америчке владе и тиме га уцењују како би извршавао њихове задатке. Мисија му је да приведе три бивша члана његове криминалистичке банде из прошлости.
Игрица се игра у трећем лицу и у отвореном свету. Играч може да путује светом која је у исто време фикционална верзија западних Сједињених Америчких Држава и Мексико, начин путвања може бити јахањем коња или пешке. Борбе се одвијају са оружјима и уведен је нови механизам у игри под називом „Мртво Око” које омогућава играчу да у успореном времену упуца више мета. У игрици је уведен систем који показује морал играча која у зависности од начина игре може прећи у добар и лош морал. Подржава мод за више играча, који дозвољава максималан број од 16 играча у једној сесији, имају избор да заједно извршавају мисије или да улазе у битке са другима.
Ред Дед Редемпшн је 5 година био у развоју и у то време је била једна од најскупљих игрица икада направљена. Добијала је бројне награде за графику игрице, музику, гласовну глуму, гејмплеј и причу. Испоручено је преко 15 милиона копија широм света. Добитник је бројних награда као што је игра године и сматрана је једна од најбољих игрица икада направљено од стране критичара. Неколико месеци после изласка игрице, 26. октобра 2010. године излази нов садржај за преузимање (енгл. Downloadable Content) под називом Ред Дед Редемпшн: Бесмртни Сан (енгл. Red Dead Redemption: Undead Nightmare), у овом додатку се поново као главни лик појављује Џон Марстон и његова мисија је да се бори против хорде мртвих и спречи клетву која је ухватила дивљи запад. Ова игрица са издањем игре године која садржи све садржаје за преузимање је пуштена у продају у октобру 2011. године. Наставак серијала Ред Дед Редемпшн 2 (енгл. Red Dead Redemption 2) чија је радња пре дешавања првог дела, изашла је у октобру 2018. године за Xbox One и PlayStation 4, а годину дана касније се појављује на компјутерској платформи, такође је добитник више награда.

## Гејмплеј
Ред Дед Редемпшн је акционо-авантуристичка видео игрица са елементима вестерна која се игра у трећем лицу. Играч управља над главним ликом Џон Марстоном и заједно са њим решава мисије. Осим мисија играч има потпуну слободу да обилази целу мапу у игрици, да улази у сукобе са другим људима користећи разна оружја. Главни вид транспорта је путем коња, у зависности од врста коња могу да му варирају атрибути (брзина, издржљивост). Како би добили коња, играч мора прво да га припитоми. Такође постоји опција путовања возом за који постоји релативно мали број стајалишта, воз се може зауставити тако што стигне на своју дестинацију или тако што играч прети путницима или кондуктеру. Осим градова, већи део мапе чини природа где се могу сусрети путници, бандити и животиње. Насеља у игрици могу бити у облику од изолованих фарми до гушће насељених градова. Осим западног дела Америке, играч има такође опцију да путује по Мексику.
Додатно уз главну радњу игре, играч има могућност да потпуно насумично упозна друге ликове који могу да му нуде неку врсту информације или дају неку кратку мисију да одради. Примери овога би биле јавне егзекуције, заседе, молбе за помоћ, упознавања и нападе од стране животиња. Пример би био када банда људи започињу неку пуцњаву у граду, Марстон има опцију да их убије и због ситуације може да заради поене за част и славу. Такође постоје активности где могу у неким ситуацијама и паре да се зараде. Постоји опција дуела где учесник који најбрже извади револвер и убије човека побеђује, лов на људе где Марстон тражи бегунца и има опцију да га доведе живог или мртвог, сакупљање трава и биљака, коцкање и лов на животиње.
У игрици постоји систем за морал који у зависности од одлуке играча може прећи на позитивну или негативну част. Позитивна част се добија тако што се чине морално добра дела, као што су хватање бегунца и вратити га живог или спашавање људи, у супротном може прећи у негативно тако што играч крши закон. Заједно са овим системом постоји систем славе који мери Марстонову популарност у игрици. Спој ова два система могу да доводе до тога да у зависности од части играча, људи у игрици ће имати осећај страха према Марстону уколико му је част негативна и супротно, већа част такође може дати попусте у продавницама док негативна част може да забрани играчу улазак у град. Како би се избегло добијање лоше части, играч у продавници може купити мараму коју када обуче може да чини лоша дела, а да не брине за негативну част која се не смањује јер му та марама прикрива идентитет.

### Борба
У борбама се углавном користе ватрена оружја. Играч има опцију да узима заклон и нишани на особу или животињу по избору. Могуће је брже рањавање или убијање тако што се пуца на одређени део тела. Вештачка интелигенција у игрици је направљена тако да на јединствене начине реагује у зависности од тога у ком делу тела је упуцан. Постоји обиман избор оружја као што су револвери, пиштољи, карабини, пумпарице, снајпери, ножеви, експлозиви, ласо, Гетлингов систем и топови. У дуелима и у борбама се може користити вештина под именом „Мртво Око” које у успореном времену Марстону дозволи да означи своје мете и када време истекне аутоматски креће да пуца.
Када играч учини криминално дело као што је убиство са присуством сведока, тај сведок може да побегне до најближе полицијске станице и пријави тај злочин, како би се то избегло постоји опција подмићивања или убијања сведока. Уколико је присутни сведок полицајац, потера за играчем креће истог тренутка. Што је награда за хватањем играча већа, биће већи полицајаца. Такође ако играч убије већи број полицајаца, биће послате јаче јединице као што су амерички маршали или мексичка војска у зависности од локације. Како би избегао своје гонитеље, играч мора да изађе из црвене зоне која је означена на мапи или да убије своје гонитеље у одређеној локацији. Иако играч побегне од полиције, биће постављена награда за његово хапшење, тиме се могу појавити ловци на главе који ће да убију играча. Немогуће је предати се овим ловцима, ова опција постоји само код полицајаца. Награда за хватање играча се може брисати тако што се плати сума једнака награди или се даје пошиљка за помиловање у било којој железничкој станици. Уколико је играч ухапшен, такође плаћа награду и проводи по неколико дана у затвору у зависности од суме награде. Уколико нема довољно пара да плаћа награду, држава играчу даје мисије за хватање криминалаца како би те паре сакупио.

### Играње са више играча
Осим играња са једним играчем постоји модификација играња са више играча путем интернета. Максималан број играча у једној сесији је 16 особа. Мечеви могу да се играју самостално или са више играча у тиму, сваки меч почиње са дуелом, преживели могу да ходају бојним пољем трагајући за муницијом. Кутије на мапи садрже оружја, муницију и друга појачања. Играчи могу да повећају ниво тако што завршавају мечеве и друге активности по мапи, могу да завршавају изазове и откључају разне моделе за ликове, златна боја за оружје, титуле и разне коње. У Ред Дед Редемпшн: Бесмртни Сан су додатно проширили мечеве и изазове.
Остали модови се састоје од „свако за сваког” мод где играчи самостално убијају и за победу се осваја што већи број поена путем убијања. Осим мечева, играчи у отвореном свету ове игре могу да формирају банде са лимитом до осам играча са циљем да заједничким снагама нападају непријатељска скровишта или супарничке банде. Постоје и сесије где је убијање играча искључено.

## Кратак садржај

### Радња
Место радње су две фиктивне регије Америке под именима Њу Остин и Вест Елизабет и једна у Мексику под именом Нуево Парадисо. Њу Остин и Вест Елизабет су регије једна поред друге и граниче се са Мексиком. Нуево Парадисо је регија у Мексику која је од САД-а одвојена реком Свети Луј. Време радње игрице 1911. година, представља последње године америчког дивљег запада. Цела култура се мења доласком нових технологија као што су аутомобили, аутоматска оружја и машинерија за нафту.

### Прича
Прича почиње у 1911. години, бившем одметнику Џону Марстону је приведена породица од стране агената федералног истражног бироа под именима Едгар Рос и Арчер Фордхам, терају га да ухвати или убије чланове његове бивше банде у замену за његову породицу. Џонова прва мета је Бил Вилијамсон, који у то време има своју банду са седиштем у тврђави близу града Армадила. Још у почетку игрице Марстон речима покушава да наговори Била да се преда, што се завршава рањавањем играча. Спашава га Бони МекФарлен која га је угледала на путу у локви крви. У знак захвалности Џон јој помаже у обављању неких ситних послова. Остали ликови коју му помажу на почетку игре су федерални маршал Леј Џонсон, преварант Најџл Вест Дикенс, ловац на благо Сет Брајарс и кријумчар за оружја познат под надимком „Ирац”. После извесног времена Џон заједно са својим новим пријатељима напада Билову банду да би на крају напада сазнао да му је некадашњи пријатељ побегао за Мексико где је потражио помоћ од Хавијера Ескуеиле, још један од Џонових мета. После неуспелог напада, Џон уз помоћ Ирца иде малим бродићем за Мексико.
Само што је стигао у Мексико, Џон је одмах уплетен у грађански рат између пуковника Агустина Аленде, тиранин и вођа у Нуево Парадису и Абрахама Рејеса, вођа побуњеника. Ради и са једном и са другом страном како би ухватио Била и Хавијера. После Агустинове издаје, Џона спашавају Рејес и његови побуњеници, уз договор да помогне Рејесу, он Марстону обећава да ће пронаћи његове некадашње савезнике. Уз њихову помоћ Џон убија Била Вилијамсона и Алендеа, овим је Рејес постао нови вођа Мексика и у зависности од одлуке играча, убија или доводи Хавијера живог агентима Росу и Фордхаму. 
После ове акције у Мексику Џон добија наређење да се што пре врати у Блеквотер, где добија мисију да ухвати своју последњу мету, бивши вођа његове банде Дач ван дер Линд, који је основао нову банду заједно са Индијанцима у знак побуне против модернизације. Џон заједно са војском САД-а напада Дачево утврђење на планини. Дач како би избегао погубљење од стране америчких власти бира да скочи са литице планине, последњим речима упозорава Џона да му федерални агенти неће дати мира. Рос се придржава договори и Џон се поново састоји са својом женом Ебигејл, сином Џеком и пријатељем који је такође бивши члан његове банде Ујак. Миран живот који је Џону обећан је био кратак и после неког времена се Рос враћа како би га убио. Заједно са федералним агентима и војском води напад на Џонов ранч. Док си Ебигејл и Џек успели да побегну, Џон и Ујак умиру у пуцњави против Роса и његове војске.
Три године после напада, Џек сахрањује своју мајку и планира да се освети Росу. Изазвао је Роса, који је већ био пензионисан, на двобој где га на крају убије и наставља да се бави криминалом што је било супротно од онога што је Џон желео.

## Развој игрице
Рокстар Сан Дијего је почео са развојем ове игре 2005. године. Више од 800 људи је радило на њеном развоју, такође и уз помоћ осталих Рокстар развојних студија широм света. Игрица ради на Рокстаровом РЕЈЏ енџину (енгл. Rockstar Advanced Game Engine - RAGE), који се такође користио у осталим Рокстар игрицама. Компаније Еуфорија и Булет софтвер су били задужени за додатне анимације. Процењује се да су укупни трошкови на маркетинг и развој игрице у износу од између 80 милиона и 100 милиона америчких долара, зашта је игра за то време проглашена за најскупљом игрицом икада направљена.
Отворен свет у игри је инспирисан на амерички дивљи запад. Кључни чланови фирме су путовали до америчке савезне државе Вашингтон и истраживали у Конгресној библиотеци како би се што боље упознали са дивљим западом. Такође су сакупили доста фотографија и анализирали велики број вестерн филмова. Једна од кључних циљева тима је био да створе што стварнији отворен свет у игри. Изабрали су 1911. годину као радњу како би играчи видели и осетили прелазак са старог друштвеног система у нови модерни систем. Циљ је био да се створи што реалнија игра у свим могућим аспектима. Користили су праве коње како би створили што реалније анимације у игри.
Роб Витхоф је изабран као гласовни гласовни глумац за Џон Марстона. Анимације су снимане уз помоћ технологије за снимање покрета (енгл. Motion capture), додатни дијалози и звучни ефекти су снимани у студију. Композитори за позадинску музику у игри су Бил Елм и Вуди Џексон, радили су на томе петнаест месеци. Рокстар је такође радио са музичарима и познаваоцима старих вестерн инструмената, од којих је један свирач усне хармонике Томи Морган.
Постојање ове игрице је формално објављено 3. фебруара 2009. године од стране Рокстар гејмса. Први трејлер је избачен 6. маја 2009. године, где су први пут показали протагонисту Џона Марстона. Игрица је требала да изађе у априлу 2010. године, али су је одложили до 18. маја 2010. године ради њене боље оптимизације. Ради промовисања игрице, Рокстар се са више продавница видео игара договорила да избаце ситне садржаје за преузимање као што су одећа, оружја и врсте коња у игри.

### Додатан садржај
После изласка игрице Рокстар је почео са убацивањем садржаја за преузимање, први под називом „Криминалци до краја” се појавио 22. јуна 2010. године, додао је шест нових мисија за кооперативну игру у онлајн игри. Додатак „Легенде и убице” се појавио 10. августа 2010. године, додао је осам нових модела ликова за онлајн игру, девет нових мапа и оружје томахавк. После тога 21. септембра 2010. године излази додатак „Лажови и преваранти”, који додаје конкурентску онлајн игру и друге мини игре, модели ликова из кампање и Експлозивну пушку. Додатак „Лов и трговање” је убачено 12. октобра 2010. године и додаје рогатог зеца у игри, као и неколико одела за онлајн играча. Прва већа експанзија „Бесмртни Сан” је убачена 26. октобра 2010. године, уз овај додатак се добија нова кампања са измењеном мапом пуном зомбија. Главни протагониста је и даље Џон Марстон који трага за леком како би спасио свет од зомби апокалипсе. Последњи додатак за ову игрицу је „Митови и маверик” који је убачен 13. септембра 2011. године, додаје нове игриве ликове из кампање, ово је једини бесплатни додатак.
Игра године издање ове игрице је пуштена на продају 11. октобра 2011. године у Северној Америци за Xbox 360 и PlayStation 3 у три дана касније за остатак света, уз игрицу садржи све додатке које су до тад убачене. Компанија Мајкрософт је омогућила у јулу 2016. године да Ред Дед Редемпшн буде игрива на Xbox One конзоли.

## Оцене
| Оцене агрегатора |            |
| Оцењивач         | Оцена      |
| Метакритик       | 95/100     |
| Остале рецензије |            |
| Оцењивач         | Оцена      |
| 1Up.com          | А          |
| Edge             | 10/10      |
| Eurogamer        | 8/10       |
| Game Informer    | 9,75/10    |
| GamePro          | 5 звездица |
| GameSpot         | 9.5/10     |
| GameSpy          | 5 звездица |
| GameTrailers     | 9.5/10     |
| IGN              | 9,7/10     |

Почетне оцене Ред Дед Редемпшна су биле високе. Познати сајт Метакритик је дао оцену 95, број оцењивача на PlayStation 3 је био 73, док је на Xbox 360 верзији био 96. Комерцијално је била огромна зарада на игрици. До августа 2011. година, фирма је продала преко 11 милиона примарака, „Бесмртни Сан” је укупно продао 2 милиона примерака. До фебруара 2017. године укупно је продато 15 милиона примерака Ред Дед Редемпшна.
Критичари су хвалили пејзаж игрице, њену мапу и графику, Ерик Будвиг из ИГН-а је хвалио детаље мапе, цитирајући да играч може чак и да уплаши птице које мирују у жбуну док пролази поред њих. Такође је причао о динамичким елементима у игри, о времену и звуковима. Завршио је рецензију са коментаром „Можете очекивати фантастичну игру која нуди потпуни вестерн доживљај који смо тражили”. Критичари Гејм Информер су за сценарио рекли да „Одузима дах” и да је игрица много унапређена у поређењу са Grand Theft Auto IV, цитирајући да је „Најлепша Рокстар игрица до сада”.
Такође су похвалили музику у игри. Добитник је награде за најбољу оригиналну музику и најбољу гласовну глуму од стране ГејмСпот-а. Гејм Информер је позитивно ценио звукове пиштоља и временских елемената као што је грмљавина.
Критичари су такође позитивно оценили напредак енџина у игрици. Према рецензији Гејм Ингормера,„ Рокстар је Пренео ГТА гејмплеј у вестерн средину”. Гуд Гејм критичарка Стефани „Хекс” Бендиксен је цитирала да „Рокстар је заиста обраћао пажњу на то шта људи воле и не воле у Grand Theft Auto IV, и то су пренели у ову игрицу”. Симон Паркин из ЕуроГејмера је изјавио позитивно мишљење за Ред Дед Редемпшну, цитирајући да је игрица узбудљива, изразита и да је сценарио одлично урађен.
За разлику од кампање, онлајн игра је добила мешане оцене од критичара. Вил Херинг из ГејмПро-а је позитивно ценио активности у онлајн игри, али је додао да више обрате пажњу на играче како би игрица остала забавна. ГејмСпотов критичар Џастин Калверт је такође дао високе оцене за бројне активности у игри, али је цитирао да је било релативно мало опција за подешавање изгледа играча. Лошију оцену је дао Скот Шарки из 1Up.com, један од проблема у игри је био висок број „лоших” или „некултурних” играча. Такође је критиковао начин унапређивања нивоа. Џејк Гаскил из Г4ТВ-а је додао да су лоше локације за оживљавање после смрти због релативно мале даљине за поновно оживљавање, што може да доводи до континуираног умирања од стране истог играча. Од тада је Рокстар побољшао даљину на више метара.

### Похвале
Од њеног изласка, Ред Дед Редемпшн је добник доста награда. Победник је неколико награда Игре Године од стране медија као што су ГејмСпај, ГејмСпот, Гуд Гејм, Рачунар и Видео Игре и Машинима и доста других. Музика у игрици је такође добитник више награда од ГејмСпот-а и Машинима и Спајк ТВ-а. Хосе Гонзалес је такође освојио од Спајк-а из песму „Far Away”. Графику су похвалили на Корејској конференцији за видео игре и од стране телевизијског програма Гуд Гејм. Ред Дед Редемпшн: Бесмртни Сан је добио награду за најбољи садржај за преузимање од Спајкт ТВ-а, Г4 ТВ-а и Гејм Револуције. За време Спајк Награда Видео Игрица 2010. године, Ред Дед Редемпшн је освојио награду за игру године, за најбољу песму у игрице (од Хосе Гонзалеса песма „Far Away”), за најбољу оцену и најбољи садржај за преузимање (Бесмртни Сан). Ред Дед Редемпшн није освојио ниједну награду на БАФТА Наградама Видео Игрица зато што је Рокстар одбио да учествује, БАФТА не може давати награде игрицама без дозволе издавача и девелопера.
| Листа награда и номинација за Ред Дед Редемпшн | Листа награда и номинација за Ред Дед Редемпшн | Листа награда и номинација за Ред Дед Редемпшн                      | Листа награда и номинација за Ред Дед Редемпшн |
| Година                                         | Награде                                        | Категорија                                                          | Исход                                          |
| ---------------------------------------------- | ---------------------------------------------- | ------------------------------------------------------------------- | ---------------------------------------------- |
| 2010                                           | ГејмСпот најбоље из 2010                       | Најбоља прича                                                       | Освојено                                       |
| 2010                                           | ГејмСпот најбоље из 2010                       | Најбољи нови лик (Џон Марстон)                                      | Освојено                                       |
| 2010                                           | ГејмСпот најбоље из 2010                       | Најбоља атмосфера                                                   | Освојено                                       |
| 2010                                           | ГејмСпот најбоље из 2010                       | Најбоља оригинална музика                                           | Освојено                                       |
| 2010                                           | ГејмСпот најбоље из 2010                       | Најбоља гласовна глума                                              | Освојено                                       |
| 2010                                           | ГејмСпот најбоље из 2010                       | Најбољи наставак серијала                                           | Освојено                                       |
| 2010                                           | ГејмСпот најбоље из 2010                       | Најбољи дијалог/текст                                               | Освојено                                       |
| 2010                                           | ГејмСпот најбоље из 2010                       | Најбољи крај                                                        | Освојено                                       |
| 2010                                           | ГејмСпот најбоље из 2010                       | Најбоља акционо-авантуристичка игра                                 | Освојено                                       |
| 2010                                           | ГејмСпот најбоље из 2010                       | Најбоља PS3 игрица                                                  | Освојено                                       |
| 2010                                           | ГејмСпот најбоље из 2010                       | Најбоља Xbox 360 игрица                                             | Освојено                                       |
| 2010                                           | ГејмСпот најбоље из 2010                       | Игрица године                                                       | Освојено                                       |
| 2010                                           | ГејмСпот најбоље из 2010                       | Најбољи садржај за преузимање                                       | Номинован                                      |
| 2010                                           | ГејмСпот најбоље из 2010                       | Најбоља графика                                                     | Номинован                                      |
| 2010                                           | ГејмСпот најбоље из 2010                       | Најбољи звук                                                        | Номинован                                      |
| 2010                                           | ГејмСпот најбоље из 2010                       | Најбоља оригинална механика игре                                    | Номинован                                      |
| 2010                                           | ИГН најбоље из 2010                            | Најсмешнија игрица (Xbox 360) (Бесмртни Сан)                        | Освојено                                       |
| 2010                                           | ИГН најбоље из 2010                            | Најбоља прича (PlayStation 3)                                       | Освојено                                       |
| 2010                                           | ИГН најбоље из 2010                            | Најбољи лик (PlayStation 3) (Џон Марстон)                           | Освојено                                       |
| 2010                                           | ИГН најбоље из 2010                            | Најбоља атмосфера (Xbox 360)                                        | Номинован                                      |
| 2010                                           | ИГН најбоље из 2010                            | Најбољи лик (Xbox 360) (Џон Марстон)                                | Номинован                                      |
| 2010                                           | ИГН најбоље из 2010                            | Најбоље визуелно (Xbox 360)                                         | Номинован                                      |
| 2010                                           | ИГН најбоље из 2010                            | Најбоља хорор игрица (Xbox 360) (Бесмртни Сан)                      | Номинован                                      |
| 2010                                           | ИГН најбоље из 2010                            | Најбоља Xbox 360 игрица године                                      | Номинован                                      |
| 2010                                           | ИГН најбоље из 2010                            | Најсмешнија игрица (PlayStation 3) (Бесмртни Сан)                   | Номинован                                      |
| 2010                                           | ИГН најбоље из 2010                            | Најбоља атмосфера (PlayStation 3)                                   | Номинован                                      |
| 2010                                           | ИГН најбоље из 2010                            | Најзависнија игрица (PlayStation 3)                                 | Номинован                                      |
| 2010                                           | ИГН најбоље из 2010                            | Најбоље визуелно (PlayStation 3)                                    | Номинован                                      |
| 2010                                           | ИГН најбоље из 2010                            | Најисплатљивија игрица (PlayStation 3)                              | Номинован                                      |
| 2010                                           | ИГН најбоље из 2010                            | Најбоља хорор игрица (PlayStation 3) (Бесмртни Сан)                 | Номинован                                      |
| 2010                                           | ИГН најбоље из 2010                            | Најбоља PlayStation 3 игрица године                                 | Номинован                                      |
| 2010                                           | ИГН најбоље из 2010                            | Најбоља прича (Xbox 360)                                            | Номинован                                      |
| 2010                                           | ГејмСпај игрица године 2010                    | Најбоља игрица године акционе-авантуре                              | Освојено                                       |
| 2010                                           | ГејмСпај игрица године 2010                    | У свим областима игрица године                                      | Освојено                                       |
| 2010                                           | Спајк Видео Игре награде 2010                  | Игрица године                                                       | Освојено                                       |
| 2010                                           | Спајк Видео Игре награде 2010                  | Најбоља песма у игрици („Far Away” од Хоце Гонзалеса)               | Освојено                                       |
| 2010                                           | Спајк Видео Игре награде 2010                  | Најбоља музика                                                      | Освојено                                       |
| 2010                                           | Спајк Видео Игре награде 2010                  | Најбољи садржај за преузимање (Бесмртни Сан)                        | Освојено                                       |
| 2010                                           | Спајк Видео Игре награде 2010                  | Најбоља оригинална игрица                                           | Освојено                                       |
| 2010                                           | Спајк Видео Игре награде 2010                  | Најбоља зомби игрица (Бесмртни Сан)                                 | Освојено                                       |
| 2010                                           | Спајк Видео Игре награде 2010                  | Студио године (Рокстар Сан Дијего)                                  | Номинован                                      |
| 2010                                           | Спајк Видео Игре награде 2010                  | Лик године (Џон Марстон)                                            | Номинован                                      |
| 2010                                           | Спајк Видео Игре награде 2010                  | Најбоља PS3 игрица                                                  | Номинован                                      |
| 2010                                           | Спајк Видео Игре награде 2010                  | Најбоља игрица акционе-авантуре                                     | Номинован                                      |
| 2010                                           | Спајк Видео Игре награде 2010                  | Најбоља графика                                                     | Номинован                                      |
| 2010                                           | Спајк Видео Игре награде 2010                  | Најбоља перформанса од стране мушкарца (Роб Витхоф као Џон Марстон) | Номинован                                      |
| 2011                                           | 14-те годишње Интеракт Ачивмент награде        | Акциона игра године                                                 | Освојено                                       |
| 2011                                           | 14-те годишње Интеракт Ачивмент награде        | Одлично уметничко достигнуће                                        | Освојено                                       |
| 2011                                           | 14-те годишње Интеракт Ачивмент награде        | Одлично достигнуће у гејмплеју                                      | Освојено                                       |
| 2011                                           | 14-те годишње Интеракт Ачивмент награде        | Одлична перформанса лика (Роб Витхоф као Џон Марстон)               | Освојено                                       |
| 2011                                           | 14-те годишње Интеракт Ачивмент награде        | Одлично достигнуће у дирекцији игре                                 | Освојено                                       |
| 2011                                           | 14-те годишње Интеракт Ачивмент награде        | Игрица године                                                       | Номинован                                      |
| 2011                                           | 14-те годишње Интеракт Ачивмент награде        | Одлична иновација у игрању                                          | Номинован                                      |
| 2011                                           | 14-те годишње Интеракт Ачивмент награде        | Одличан успех у дизајну звука                                       | Номинован                                      |
| 2011                                           | 10-те годишње НАВГТР награде                   | Игрица године                                                       | Освојено                                       |
| 2011                                           | 10-те годишње НАВГТР награде                   | Смер уметности                                                      | Освојено                                       |
| 2011                                           | 10-те годишње НАВГТР награде                   | Дизајн ликова                                                       | Освојено                                       |
| 2011                                           | 10-те годишње НАВГТР награде                   | Дизајн костима                                                      | Номинован                                      |
| 2011                                           | 10-те годишње НАВГТР награде                   | Дизајн игрице                                                       | Номинован                                      |
| 2011                                           | 10-те годишње НАВГТР награде                   | Водећа перформанса у драми (Роб Витхоф)                             | Освојено                                       |
| 2011                                           | 10-те годишње НАВГТР награде                   | Оригинална музика                                                   | Освојено                                       |
| 2011                                           | 10-те годишње НАВГТР награде                   | Помоћна перформанса у драми (Софи Марцоћи)                          | Номинован                                      |
| 2011                                           | 10-те годишње НАВГТР награде                   | Радња у драми                                                       | Освојено                                       |
| 2011                                           | 10-те годишње НАВГТР награде                   | Најбољи наставак акционе игрице                                     | Освојено                                       |
| 2011                                           | БАФТА награде 2011                             | Награда за игрицу 2010                                              | Номинован                                      |
| 2011                                           | 11-те годишње награде Гејм Девелоперс Чојса    | Игрица године                                                       | Освојено                                       |
| 2011                                           | 11-те годишње награде Гејм Девелоперс Чојса    | Најбољи дизајн игре                                                 | Освојено                                       |
| 2011                                           | 11-те годишње награде Гејм Девелоперс Чојса    | Најбоља технологија                                                 | Освојено                                       |
| 2011                                           | 11-те годишње награде Гејм Девелоперс Чојса    | Најбољи аудио                                                       | Освојено                                       |
| 2011                                           | 11-те годишње награде Гејм Девелоперс Чојса    | Најбоља радња                                                       | Номинован                                      |
| 2012                                           | Спајк Видео Гејм награде 2012                  | Ентертејмент Викли и Спајк ВГА игрица деценије                      | Номинован                                      |
| 2016                                           | Џајант Бомб награде игрице године 2016         | Игрица године за могућу игривост на Xbox One конзоли                | Номинован                                      |

### Џон Марстон
ГејмСпот и ИГН су именовали Џона Марстона за најбољег новог лика године. Такође је номинован у наградама за лика и гласовну глуму у Спајк Видео Игре наградама 2010-те године и у 14-тим Интерактив Ачивмент годишњим наградама. Комплекс Нетворк је 2013. године за гласовну перформансу за игрицу глумцу Робу Витхофу наградила друго место. Нетворк Ворлд је навео да је Џон „компликован лик, који је каријеру започео као лоша особа, али покушава да исправи своје грешке”. Њу Јорк Тајмс је навела да је Џон и његов творац „стварају тако убедљиву, кохезивну и очаравајућу слику стварног света да успоставља нове стандарде за софистицираност и амбицију у свету видео игара”. Марстон се налази на више листа за особине лика у видео игрицама. ГејмсРадар је Џона пласирала на пето место на листи најбољих ликова у игрицама генерације.

## Наслеђе
Критичари су се сагласили да је Ред Дед Редемпшн једна од најбољих игруца седме генерације конзола. Ден Вајтхед из Еурогејмера је написао чланак где се нада да ће слично искуство доживети осма генерација конзола. ИГН је овој игрица дала треће место на њиховој листи најбољих модерних видео игара 2011. године, и седмо место за најбољу игрицу генерације у 2014. години. ГејмсРадар је 2013. године Ред Дед Редемпшну дала друго место на листи најбољих игрица свих времена и шесто место за најбољу причу у игрици. У септембру 2013. године игрица је освојила пето место за најбољу PlayStation 3 игрицу и седмо место за најбољу Xbox 360 игрицу од стране ИГН-а. У новембру 2013. године су Еурогејмер и Хардкор Гејмерс пласирали ову игрицу на четвртом и осмом месту најбољих игрица генерације. У јануару 2014. године је Рачунар и Видео Игре Ред Деду доделила петнаесто место на њиховој листи за најбољу игрицу генерације. У јуну 2014. године је ИГН доделила игрици пето место на листи „Игрице Генерације: Ваша топ 100 Листа” на основу гласова читалаца. У августу 2014. године, игрица је освојила седмо место на Гуд Гејмсевој топ 100 листи. ПлејСтејшн Званични Магазин је у марту 2015. године игрици дала треће место за најбољу PlayStation 3 игрицу. У јулу 2015. године, игрица је пласирана на десето место на УСгејмеровој листи топ 15 игрица од 2000. године.

### Преднаставак
У марту 2013. године је председавајући директор Тејк-Ту Интерактива Карл Слатов навео да раде на огромном пројекту и наводио је битну улогу Ред Дед франшизе за фирму. Концептуалне слике за будућу игрицу су процуриле по интернету у априлу 2016. године. Слике које је Рокстар избацио у октобру 2016. године су покренуле шпекулације за могући наставак Ред Дед серијала. Игрица Ред Дед Редемпшн 2 је истог месеца најављена као будући титл за PlayStation 4 и Xbox One конзоле, датум изласка је 26. октобар 2018. године.